# Макаренко Іван Леонтійович
Макаренко Іван Леонтійович (04. 01. 1882, станиця Новощербинівська — 06. 05. 1945, Прага) —  український політичний діяч. Брат П. Макаренка.

## Життєпис
Народився в станиці Новощербинівська на Кубані.
Закінчив Кубанську учительську семінарію (станиця Полтавська). Учителював, працював у страховому товаристві
1915 мобілізований до російської армії, закінчив прискорений курс Миколаївського кавалерійського училища. Учасник 1-ї Світової війни. Після Лютневої революції 1917 обраний делегатом до Кубанської військової ради, де очолив комісію, що працювала над розробленням «Временного положения о высших органах власти в Кубанском крае» (згодом покладено в основу Кубанської конституції). Також був товаришем (заст.) голови Тимчасового (військового) уряду Кубані.
Обстоював інтереси кубанського козацтва, протестував проти терору, розв'язаного Добровольчою армією проти прихильників автономії Кубані. Від літа 1918 — уповноважений Кубанського уряду при уряді Всевеликого війська Донського; у жовтні того ж року — голова Кубанської законодавчої ради, лідер «чорноморців». У листопаді 1919 після проденікінського перевороту перейшов на нелегальне становище.
Від 1920 — на еміграції. Мешкав у Югославії, згодом — у Чехо-Словаччині. Автор праці «Кубань» // «Воля», Відень, 1920, т. 3, № 7, 8, 12.
Трагічно загинув під час антинацистського повстання у Празі.